# Maison Ferrier
La maison Ferrier est un monument historique du XVIIIe siècle, situé Grand-Rue à Strasbourg.

## Situation et accès
Ce bâtiment est situé au 79 Grand-Rue à Strasbourg.

## Historique
La façade actuelle de la maison a été construite par le maître maçon Jean Michel Starck entre 1764 et 1764. La maison n'est pas achevée à sa mort en 1764. Philippe Antoine Ferrier l'achète en 1776 qui y ajoute un étage et en modifie notamment le balcon en 1779. La façade actuelle date de cette époque.
L'édifice est inscrit au titre des monuments historiques depuis 1930.